# L'Annonce faite à Marius
Pour plus de détails, voir Fiche technique et Distribution.
L'Annonce faite à Marius est un film français réalisé par Harmel Sbraire en 1998.

## Synopsis
Vivant seul à Paris de petits jobs, Marius, natif des Antilles, ne gagne pas assez d'argent pour régler ses factures. Pour subvenir à ses besoins, il devient alors testeur de médicaments dans un laboratoire où il rencontre le professeur Migeon, reconnu par ses pairs dans le monde de l'obstétrique. Ce dernier, par ailleurs chercheur dans une clinique abandonnée, va injecter à Marius sans qu'il le sache, un embryon de synthèse dans son péritoine.

## Fiche technique
- Réalisateur : Harmel Sbraire
- Scénariste : Jackie Berroyer et Harmel Sbraire
- Genre : comédie
- Durée : 85 minutes
- Date de sortie :  28 janvier 1998

## Distribution
- Pascal Légitimus : Marius
- Jackie Berroyer : Professeur Migeon
- Léa Drucker : Brigitte
- Gérald Thomassin : Le jeune distributeur
- Eric Coustaud : Le conducteur
- Karim Belkhadra : Le chef
- Patricia Dinev : La patiente de Migeon
- Richard Courcet : Le cobaye au laboratoire
- Renée Le Calm : La dame aux urgences
- Marie-Christine Adam :
- Jean-Pol Brissart : Le ponte
- Jean Marc Eder : Le voisin de Brigitte
- Michel Ehlers : Le prisonnier
- Guy Ferrandis : Le photographe
- Karole Joseph : La jeune prostituée
- Annie Lemoine : Elle-même
- François Levantal : L'interne
- Dominique Légitimus : Le patient en psychiatrie
- Caroline Muller : L'employée réception
- Emilie Roche : La patiente en psychiatrie
- Karole Rocher :
- Serge Spira : Le baron du caniveau
- Michel Ledez : L'agent SNCF